# Réserve naturelle de Bleiksøya
La réserve naturelle de Bleiksøya est une réserve naturelle norvégienne et un site Ramsar est située dans la municipalité d'Andøy dans le Nordland.
Bleiksøya, ou « l'île aux oiseaux » se trouve devant le village de pêcheurs de Bleik dans le comté de Nordland. La zone comprend Bleiksøya , avec un sommet de 160 m et quelques petits récifs à l'extérieur. La réserve naturelle est de 0,393 km2, dont 0,324 km2 en zone maritime. La zone est protégée pour sauvegarder un rocher précieux pour les oiseaux et protéger les aires de nidification de plusieurs espèces d'oiseaux de mer vulnérables : macareux, grèbes, cormorans,...

## Galerie

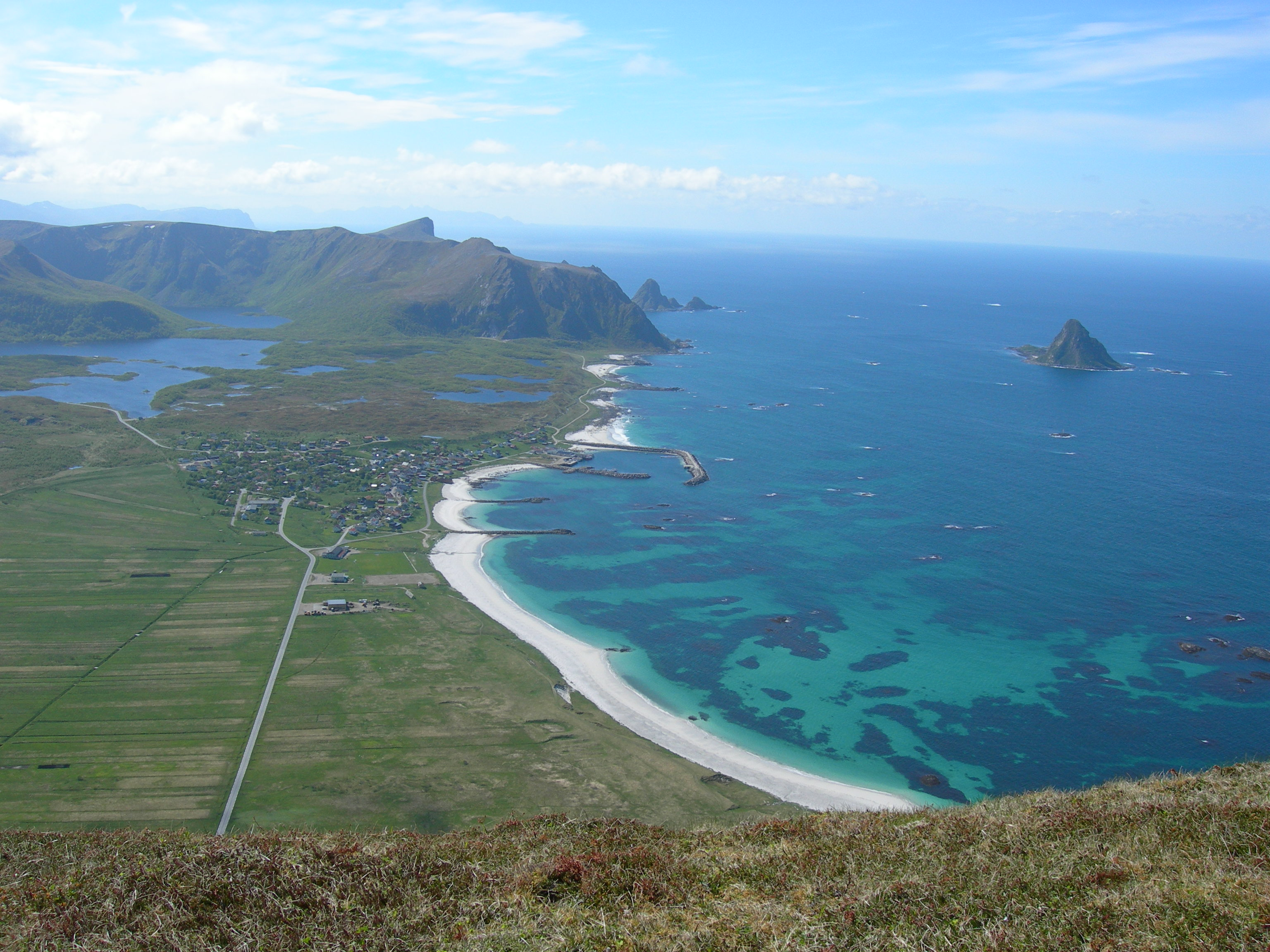
Village de Bleik et l'île Bleiksøya
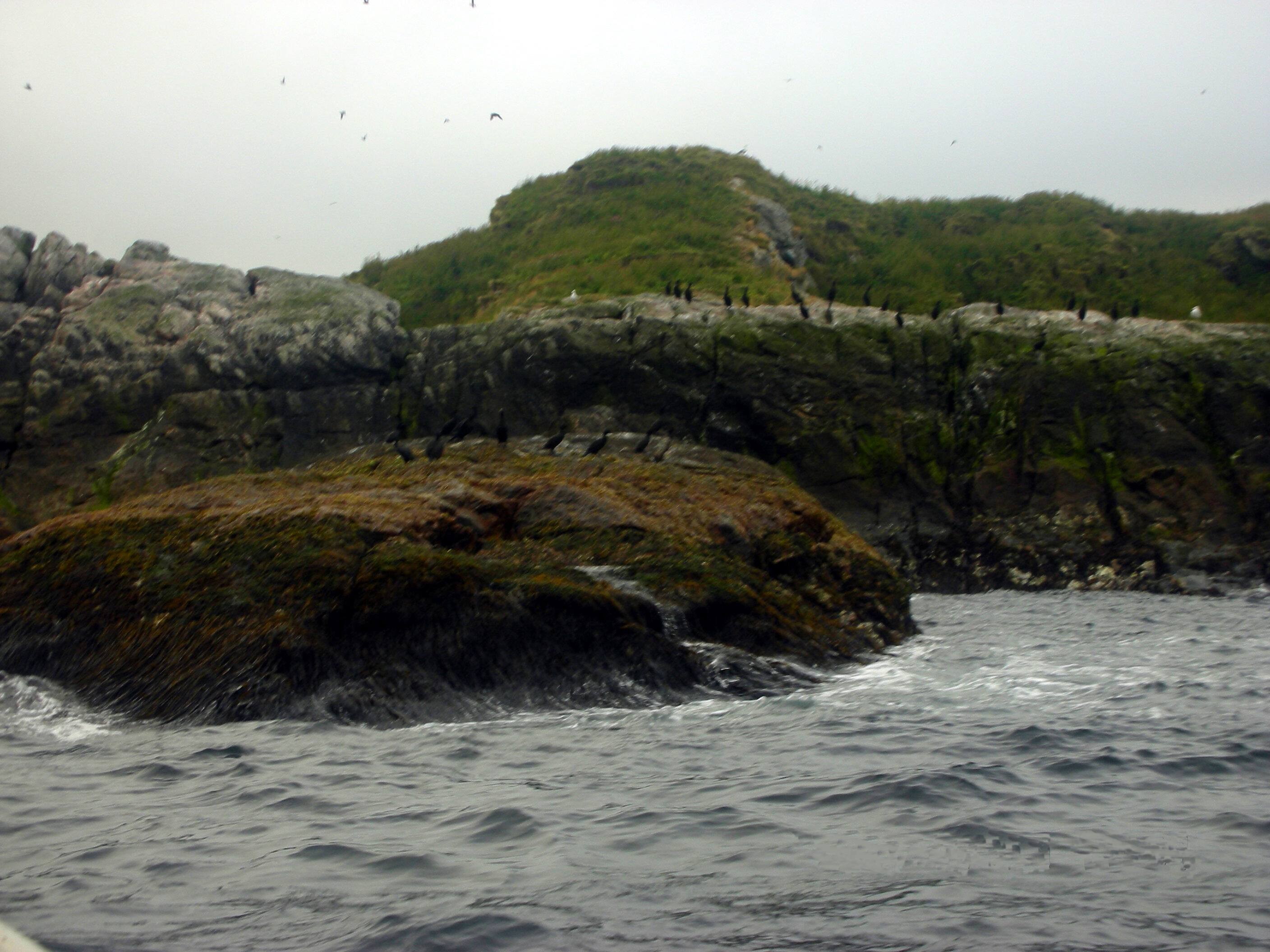
Bleiksøya